# Ребёфинг
Ребёфинг (англ. rebirthing) — дыхательная психотехника, созданная в начале 1970-х годов в США Леонардом Орром.
В период создания ребёфинга его целью было перепроживание рождения и освобождение от родовой травмы. Его основная идея — в процессе рождения родовую травму получает каждый. Дыша определенным образом, человек попадает в измененные состояния сознания и может высвободить подавленные переживания, осознать и исцелить их. Современный ребёфинг заявляет о возможности избавления от подавленных негативных переживаний вне зависимости от того момента, когда они возникли. Эти идеи подвергаются критике со стороны специалистов в области медицины. Не существует достоверных контролируемых клинических исследований, подтверждающих эффективность ребёфинга. Специалистами в области психического здоровья данная техника признана дискредитированной практикой.
В XXI веке появилось несколько существенно различных психотехник, также имеющих название rebirthing, поэтому практикующие метод Орра обычно уточняют название своего метода как rebirthing-breathwork.

## Термин
Термин ребёфинг можно перевести с английского как «второе рождение», «возрождение». Это верно не только в переносном смысле (человек освобождается от того, что было сделано в его жизни неправильно, что подавлено, он получает новый приток энергии, активности, как бы заново рождается), но и в прямом: человек заново может пережить те реальные ощущения и ситуации, которые он испытывал во время своего действительного рождения, и тем самым исцелить глубинные бессознательные травмы, которые негативно влияли на его жизнь, здоровье, поведение и состояние.

## Метод ребёфинга
Метод ребёфинга, по мнению сторонников, — способ вскрытия и поиска потаённых бессознательных комплексов (подавленных переживаний, психологических травм, желаний, неправильных действий) и гармонизации внутреннего мира, путь физического и душевного оздоровления. Метод погружения в личное и коллективное бессознательное, выхода в трансперсональную область, общемировое информационное поле (торсионное)[неизвестный термин]. Для вытеснения из сознания и удержания в области бессознательного (в подавленном заторможенном состоянии) «нежелательных переживаний» тратится определённое количество «психической энергии». Чем больше таких «подавленных очагов», тем больше жизненной энергии[неизвестный термин] человека отвлекается на эту блокировку, в результате чего личность может испытывать определённый её недостаток для своей жизнедеятельности, что проявляется в неудовлетворительном психическом и физическом самочувствии, в ослаблении активности и потере интереса, радости от жизни, в увеличении проблем, конфликтов, трудностей. По мнению практикующих, метод ребёфинга позволяет вскрыть и устранить «скрытые очаги подавленных переживаний», освободить «психическую энергию» и направить её для текущей деятельности, получая заряд активности, радости и наслаждения, великолепного самочувствия.

## Ребёфинг как метод самопомощи
Ребёфинг предлагается как современный метод самопомощи. Он предполагает применение определённой техники дыхания для того, чтобы дать человеку позитивные и глубоко детализированные представления о его разуме, теле, эмоциях, в результате сознаётся, что же содержится в подсознании. Так вскрываются «очаги подавления», и сознание интегрирует, преобразует подавленное (то, что человек делал как-то неправильно) в общее чувство активности и хорошего самочувствия. Ребёфинг даёт возможность разуму и телу осторожно перестроить себя таким образом, чтобы увеличить ощущение счастья, эффективность деятельности, быть здоровым, ощутить внутреннюю гармонию личности.

## Техника ребёфинга
Чтобы овладеть этим методом, надо пройти под контролем опытного специалиста около 10 сеансов, а затем человек может заниматься совершенно самостоятельно. Процедура ребёфинга базируется на двух основных элементах
Эта книга описывает технику вайвейшн, поскольку в России она была издана нелегально, то издается в первом издании, все последующие издания книги используют термин вайвейшн:
1. Полное интенсивное связное дыхание (без пауз между вдохом и выдохом).
2. Полное расслабление (мышечное и психическое).

## Типы дыхания
Связное дыхание — главный инструмент доступа к информации, находящейся в бессознательной части психики. В процессе ребёфинга используются 4 типа дыхания: Глубокое, медленное, частое и поверхностное.

##### Глубокое и медленное дыхание
Оно используется для мягкого введения в процесс ребёфинга. Может применяться не просто медленный вдох, а как бы растянутый. При таком дыхании тело расслабляется. В повседневной жизни его полезно использовать в самом начале какого-то негативного состояния, для нейтрализации неприятных чувств.

##### Глубокое и частое дыхание
Оно примерно в 2 раза чаще и глубже, чем обычное. Это основное дыхание при ребёфинге, используется для подхода к комплексам бессознательного. Выдох расслаблен и не контролируется. Если вдох делается через рот, то и выдох тоже через рот, лучше дышать именно так. Форсирование или сдерживание выдоха, контролирование его может вызвать «тетанию» — напряжение и сокращение мышц рук, ног, лица, что является проявлением внутреннего сопротивления и боязни. Следует напомнить человеку, что не нужно ничему сопротивляться, пусть всё идёт спонтанно, а выдох должен быть расслабленным или перейти к третьему типу дыхания.

##### Быстрое и поверхностное дыхание
Дыхание похожее на «собачье», позволяет как бы расщеплять, дробить переживания на кусочки, ослабить и быстро преодолеть неприятные и болезненные переживания и ощущения. Этот тип дыхания — универсальный помощник в экстремальных ситуациях, когда эмоция доведена до предела и необходимо быстро её «проскочить».

##### Поверхностное и медленное дыхание
Используется при выходе из ребёфинга.
Использование всех типов дыхания позволяет достичь «интеграции», психологического облегчения и удовольствия.
Необходимо помнить, что чем более расслаблен выдох, тем выше качество процесса: для того, чтобы расслабить выдох, можно сделать вдох более резким. Дыхание необходимо осуществлять грудной клеткой, так как в её мышцах «оседает» много эмоций.
В процессе ребёфинга все 5 вышеописанных элементов должны задействоваться одновременно, реализуя трёхэтапный принцип ведения процесса:
- исследуйте тончайшие изменения в своём теле;
- погружайтесь в самое сильное чувство;
- получайте удовольствие от этого чувства как можно сильнее.

Эффективному ребёфингу способствует специально подобранная музыка.

## Холотропное дыхание
Практика ребёфинга является предшественником метода холотропного дыхания. Холотропное дыхание, как правило, проводится в группах под активную музыку и продолжается более длительное время. В то время как ребефинг, обычно, предполагает индивидуальный подход и курсы сессий, а не одноразовое занятие.